# Густав фон Маухенгайм
Барон Густав Марія Бенно фон Маухенгайм, знаний Бехтольсгайм (нім. Gustav Maria Benno Freiherr von Mauchenheim genannt Bechtolsheim; 16 червня 1889, Мюнхен — 25 грудня 1969, Нонненгорн) — німецький воєначальник, генерал-майор вермахту.

## Біографія
Представник дуже давнього баварського роду. Син барона Максиміліана фон Маухенгайма і його дружини Марії-Антонії, уродженої Едле фон Тойффенбах.
15 липня 1907 року вступив в Баварську армію. Учасник Першої світової війни. В 1919 році був членом фрайкору Еппа. Після демобілізації армії залишений в рейхсвері. З 26 серпня 1939 року — командир 404-го піхотного полку 246-ї піхотної дивізії. Учасник Французької кампанії. З 3 травня 1941 по 22 лютого 1943 року — командир 707-ї піхотної дивізії. Учасник Німецько-радянської війни. Дивізія Маухенгая займалась боротьбою з партизанами в Білорусі. З 1 квітня 1943 по 8 травня 1945 року — інспектор поповнення в Гайдельберзі.
В 1961 році проти Маухенгайма розпочалось розслідування на основі свідчень колишнього командира поліції, який заявив, що Маухенгайм віддав наказ вбивати євреїв. Маухенгайм заявив, що не віддавав такого наказу бійцям своєї дивізії і поліцейським підрозділам. В березні 1962 року справа була закрита через відсутність доказів.

## Нагороди
Маухенгайм отримав численні нагороди, серед яких:
- Залізний хрест 2-го і 1-го класу
- Почесний хрест ветерана війни з мечами
- Медаль «За вислугу років у Вермахті» 4-го, 3-го, 2-го і 1-го класу (25 років)